# Simulium venustum
Simulium venustum är en tvåvingeart som beskrevs av Thomas Say 1823. Simulium venustum ingår i släktet Simulium och familjen knott. Inga underarter finns listade i Catalogue of Life.